# Johannes Eriksen
Johannes Thorvald Eriksen (Frederiksberg, 12 luglio 1889 – Frederiksberg, 25 luglio 1963) è stato un lottatore danese, specializzato nella lotta greco-romana.

## Palmarès

### Olimpiadi
- Bronzo a Anversa 1920 nei pesi medio-massimi.